# Reepkenskapel

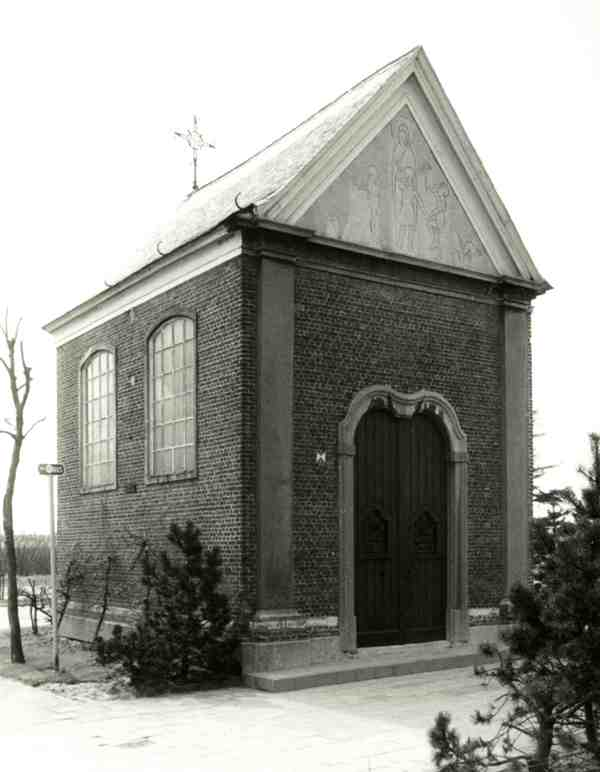
Reepkenskapel

De Reepkenskapel is een kapel in de Antwerpse plaats Kontich, gelegen aan de Mechelsesteenweg.

## Gebouw
Het betreft een kapel van 1756, in classicistische stijl. De kapel heeft een driezijdige koorafsluiting en geen toren, slechts een smeedijzeren kruis.
Het interieur wordt overkluisd door een houten tongewelf. De kapel bezit enkele 16e- en 17e-eeuwse beeldjes. 

## Geschiedenis
In 1440 werd al melding gemaakt van een capelle langs de heerstraete. Deze was bedoeld voor pestlijders. Tot in de 17e eeuw waren er in de nabijheid pesthuizen te vinden, welke toebehoorden aan de Heilige-Geesttafel. Vanaf de 17e eeuw was de kapel toegewijd aan Onze-Lieve-Vrouw. De toewijding aan Onze-Lieve-Vrouw ter Sneeuw stamt uit de 18e eeuw. In 1649 namelijk werden de pesthuisjes aan particulieren verkocht en verscheen daar onder meer een herberg, die Het Reepken werd genoemd en waar de naam Reepkenskapel,  evenals die van de nabijgelegen Reepkenslei, van werd afgeleid. Deze herberg werd in 1968 gesloopt. In de woningen werden muurschilderingen gevonden.
Het portiekaltaar van omstreeks 1730 werd aangekocht van het Birgittijnenklooster te Hoboken en omstreeks 1784 geplaatst.
De kapel werd tijdens de Beeldenstorm beschadigd en in 1632-163 en 1650-1652 verbouwd. Daarna geraakte de kapel weer in verval en werd in 1755-1756 herbouwd. In de Franse tijd werd de kapel openbaar verkocht en in 1828 werd de kapel door de pastorie teruggekocht. Tijdens de Tweede Wereldoorlog werd de kapel beschadigd om in 1956 weer hersteld te worden.

## Afbeeldingen

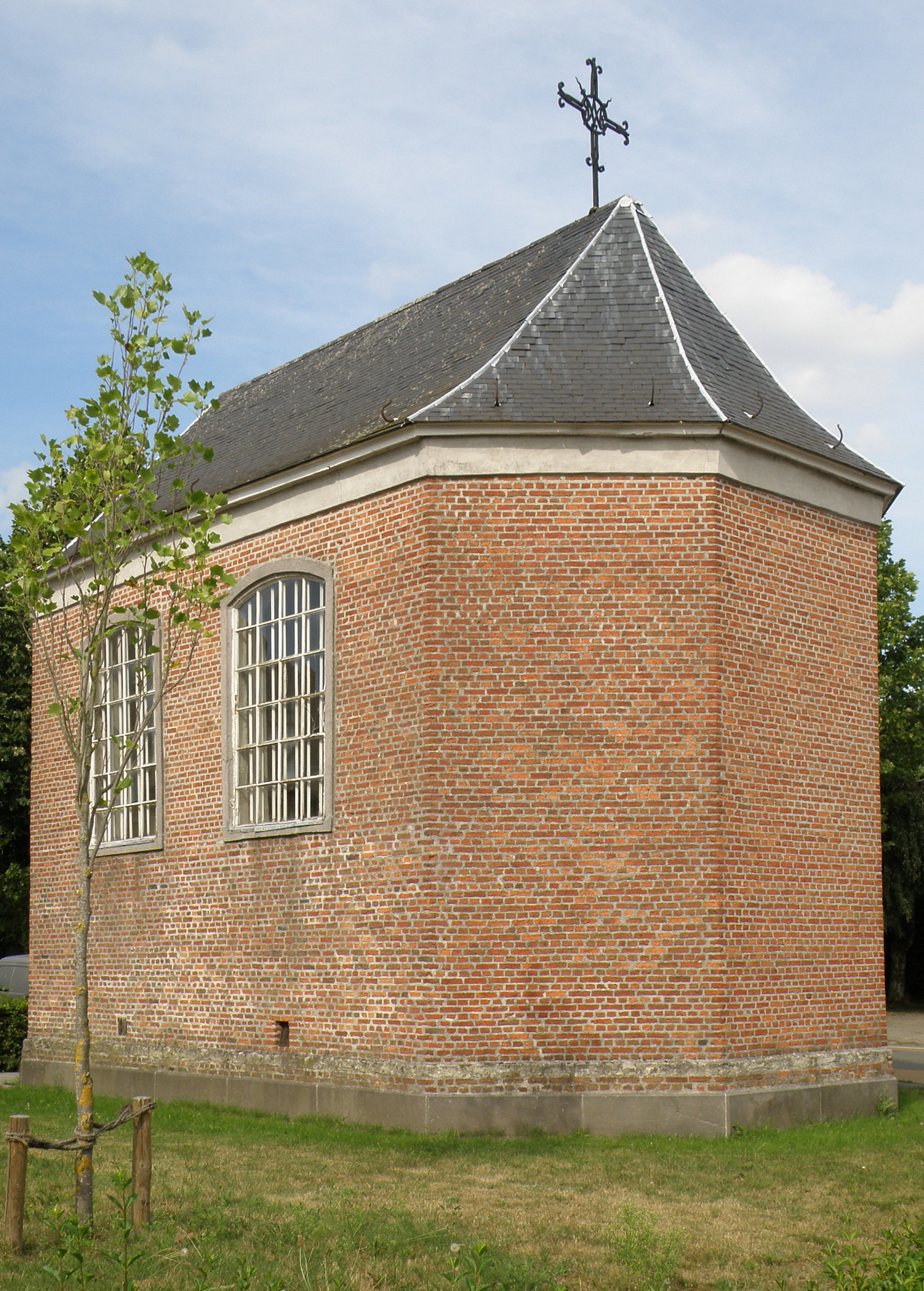
Achterzijde
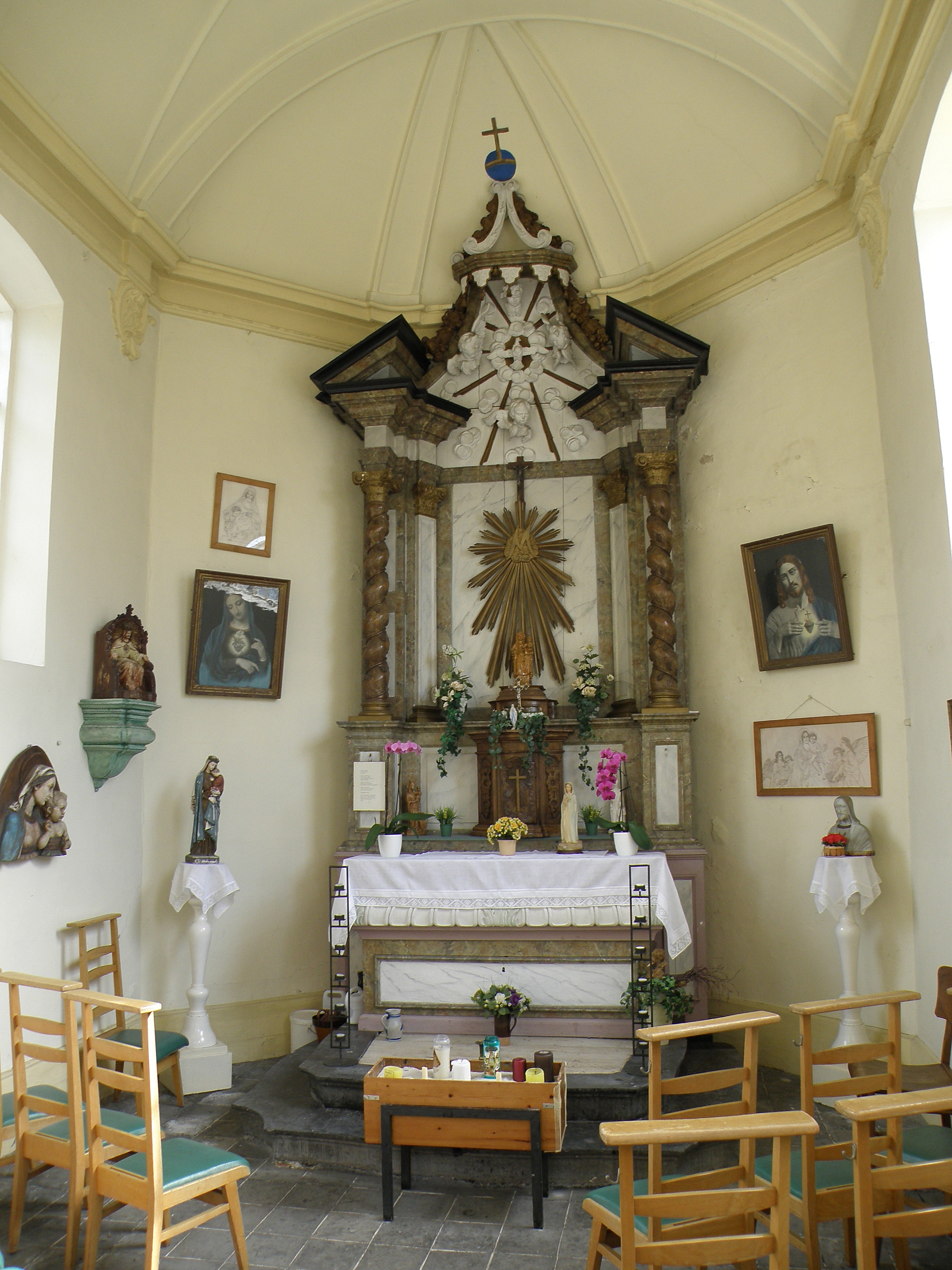
Interieur